# Georges Cottier
Georges Marie Martin Cottier, O.P. (1922–2016) là một Hồng y người Thụy Sĩ của Giáo hội Công giáo Rôma. Ông từng đảm nhận vai trò Hồng y Đẳng Linh mục Nhà thờ Ss. Domenico e Sisto, Quyền Cố vấn Thần học Văn phòng Quản gia Giáo hoàng trong 2 năm, từ năm 2003 đến năm 2005.
Vốn là một giáo sĩ trong vai trò phục vụ tại Giáo triều Rôma, ông từng đảm trách nhiều vai trò khác nhau trước khi tiến đến trở thành Quyền Cố vấn Thần học Văn phòng Quản gia Giáo hoàng, như: Tổng Thư ký Uỷ ban Thần học Quốc tế (1989–2003), Cố vấn Thần học Văn phòng Quản gia Giáo hoàng (1989–2003), Tổng giám mục Hiệu tòa Tullia (2003). Ông được vinh thăng Hồng y ngày 21 tháng 10 năm 2003, bởi Giáo hoàng Gioan Phaolô II.

## Tiểu sử
Hồng y Georges Marie Martin Cottier sinh ngày 25 tháng 4 năm 1922 tại Céligny, Thụy Sĩ. Ở tuổi 24, ông gia nhập Dòng Đa Minh, ký hiệu viết tắt O.P., kể từ ngày tuyên khấn trọn 4 tháng 7 năm 1946. Sau quá trình tu học dài hạn tại các cơ sở chủng viện theo quy định của Giáo luật, ngày 2 tháng 7 năm 1951, Phó tế Cottier, 29 tuổi, tiến đến việc được truyền chức linh mục. Tân linh mục là thành viên linh mục đoàn Dòng Đa Minh.
Là một thần học gia, linh mục Georges Marie Martin Cottier từng đảm nhận nhiều vai trò quan trọng trong các tổ chức khác nhau và tại giáo triều, cụ thể, ông đảm trách vai trò Tổng Thư ký Uỷ ban Thần học Quốc tế trong vòng 12 năm, từ năm 1989 đến tháng 10 năm 2003. Song song với vai trò Tổng Thư ký, ông còn đảm nhận vai trò Cố vấn Thần học Văn phòng Quản gia Giáo hoàng từ tháng 9 năm 1983 và kết thúc nhiệm vụ này vào ngày 21 tháng 10 năm 2003.
Sau 52 năm thi hành các công việc mục vụ với thẩm quyền và cương vị của một linh mục, ngày 7 tháng 10 năm 2003, Tòa Thánh loan tin Giáo hoàng đã quyết định tuyển chọn linh mục Georges Marie Martin Cottier, 81 tuổi, gia nhập Giám mục đoàn Công giáo Hoàn vũ, với vị trí được bổ nhiệm là Tổng giám mục Hiệu tòa Tullia. Lễ tấn phong cho vị giám mục tân cử được tổ chức sau đó vào ngày 20 tháng 10 cùng năm, với phần nghi thức chính yếu được cử hành cách trọng thể bởi 3 giáo sĩ cấp cao, gồm chủ phong là Hồng y Christoph Schönborn, O.P., Tổng giám mục đô thành Tổng giáo phận Viên (Áo); hai vị giáo sĩ còn lại, với vai trò phụ phong, gồm có Tổng giám mục Paolo Sardi, Thành viên Văn phòng Phủ Quốc vụ khanh Tòa Thánh và Giám mục Bernard Genoud, giám mục chính tòa Giáo phận Lausanne, Genève et Fribourg (Freiburg). Tân giám mục chọn cho mình châm ngôn:VERITAS ET MISERICORDIA.
Chỉ sau 1 ngày được tấn phong giám mục, bằng việc tổ chức công nghị Hồng y năm 2003 được cử hành chính thức vào ngày 21 tháng 10, Giáo hoàng Gioan Phaolô II đưa ra quyết định vinh thăng Tổng giám mục Georges Marie Martin Cottier tước vị danh dự của Giáo hội Công giáo, Hồng y. Tân Hồng y thuộc Đẳng Hồng y Phó tế và Nhà thờ Hiệu tòa được chỉ định là Nhà thờ Ss. Domenico e Sisto. Tân Hồng y đã cử hành các nghi thức nhận nhà thờ hiệu tòa của mình vào ngày 25 tháng 3 năm 2004.
Trong cùng ngày được thăng Hồng y, ông được chọn làm Quyền Cố vấn Thần học Văn phòng Quản gia Giáo hoàng. Ông giữ chức danh này đến ngày 1 tháng 12 năm 2005.
Ngày 12 tháng 6 năm 2014, ông được thăng đẳng Hồng y Linh mục và chỉ định nhà thờ hiệu tòa như cũ. Ông qua đời ngày 31 tháng 3 năm 2016, thọ 94 tuổi.